# M7 ne répond plus
Pour plus de détails, voir Fiche technique et Distribution.
M7 ne répond plus (The Net) est un film britannique réalisé par Anthony Asquith, sorti en 1953.

## Synopsis
Un groupe de scientifiques de plusieurs nationalités (Anglais, Écossais, Irlandais, Allemands, Français) travaillent sur un prototype mi-engin spatial, mi-avion. Le film s'intéresse aux phases de test, mais aussi aux relations entre les différents personnages, sans oublier la présence d'un espion.

## Fiche technique
- Titre original : The Net
- Titre français : M7 ne répond plus
- Titre américain : Project M7
- Réalisation : Anthony Asquith, assisté de George Pollock
- Scénario : William Fairchild, d'après le roman de John Pudney
- Direction artistique : John Howell
- Décors : Dario Simoni
- Costumes : Julie Harris
- Photographie : Desmond Dickinson, Stanley Grant (photographie aérienne)
- Son : John Dennis, Gordon K. McCallum
- Montage : Frederick Wilson
- Musique : Benjamin Frankel
- Production : Antony Darnborough
- Production déléguée : Earl St. John
- Société de production : Two Cities Films
- Société de distribution : General Film Distributors
- Pays d'origine :  Royaume-Uni
- Langue originale : anglais
- Format : Noir et blanc  — 35 mm — 1,37:1 — son mono
- Genre : Film de science-fiction
- Durée : 86 minutes
- Dates de sortie : 
  - Royaume-Uni : 10 février 1953
  - France : 22 mars 1953

## Distribution
- Phyllis Calvert : Lydia Heathley
- James Donald : Michael Heathley
- Robert Beatty : Major Sam Seagram
- Herbert Lom : Alex Leon
- Muriel Pavlow : Caroline Cartier
- Noel Willman : Dennis Bord
- Walter Fitzgerald : Sir Charles Cruddock
- Patric Doonan : Brian Jackson
- Maurice Denham : Carrington
- Marjorie Fielding : Mama